# Grænalón
Il Grænalón è un lago dell'Islanda, situato nella contea di Vestur-Skaftafellssýsla nel Suðurland. Si trova alle pendici del monte Grænafjall, ad un'altitudine di circa 650 m s.l.m.

## Idrografia
Il lago si sviluppa ad est dell'area del famoso ghiacciaio Vatnajökull, nello specifico dal ghiacciaio Skeidarájökull, e come molti laghi della zona si è formato probabilmente dall'esplosione in epoche passate di vulcani presenti sotto quella calotta di ghiaccio.
È il più grande lago ghiacciato del Paese con un volume medio di 1500 milioni di m³, in alcuni periodi dell'anno il lago raggiunge una portata d'acqua pari a 5000 m³/s. Il suo fondale è costituito da un misto di ghiaccio, sabbia di origine vulcanica e roccia magmatica, mentre i suoi argini sono interamente di ghiaccio.
Nelle aree circostanti il lago è possibile imbattersi in soffioni boraciferi e geyser.

## Storia
nel 1935 ebbe luogo il più grande Jökulhlaup, un'enorme esplosione vulcanica che provocò un'inondazione d'acqua pari a 1,5 km³. L'ultimo Jökulhlaup si è verificato nel settembre del 2001.
Fino agli anni cinquanta l'estensione del lago era decisamente maggiore e poteva sfiorare le pendici del ghiacciaio a oltre 2 km dall'attuale perimetro.
Ogni due anni il lago viene drenato per prevenire rotture e piene improvvise.